# Pendant Lake
Pendant Lake är en sjö i Antarktis. Den ligger i Östantarktis. Australien gör anspråk på området. Pendant Lake ligger 3 meter över havet. Den ligger vid sjöarna  Burch Lake och Fletcher.